# Ansgar Frerich
Ansgar Frerich (Paderborn, 1977) é um produtor cinematográfico, cineasta e sonoplasta alemão. Como reconhecimento, foi nomeado ao Óscar 2019 na categoria de Melhor Documentário em Longa-metragem por Kinder des Kalifats (2018).